# Fidena neglecta
Fidena neglecta är en tvåvingeart som beskrevs av Krober 1931. Fidena neglecta ingår i släktet Fidena och familjen bromsar. Inga underarter finns listade i Catalogue of Life.